# Sushmita Sen
Sushmita Sen (Bengali: সুস্মিতা সেন, Hindi: सुष्मिता सेन) (Haiderabad, 19 november 1975) is een Indiase, van oorsprong Bengaalse actrice. In 1994 was zij winnares van de Miss Universe-verkiezingen en vanaf 1996 speelt zij voornamelijk in Bollywood-films.

## Biografie
Sushmita Sen werd geboren in Hyderabad in de staat Andhra Pradesh in een Bengaalse Hindoe-familie. Haar vader, Shubheer Sen, was officier van de Indiase luchtmacht en haar moeder Subhra mode- en juwelenontwerpster. Samen met haar broer Rajiv en haar zuster Neelam groeide zij op in de Indiase hoofdstad New Delhi.
In 1994 won zij op achttienjarige leeftijd de Miss India-verkiezingen en versloeg daarbij Aishwarya Rai. In datzelfde jaar werd zij winnares van de Miss Universe-verkiezingen, die dat jaar plaatsvonden in Manilla op de Filipijnen. Zij was de eerste Indiase die deze titel wist te verwerven en tevens een van de jongste winnaressen uit de geschiedenis. In datzelfde jaar verwierf Aishwarya Rai de titel Miss World.
Na haar periode als regerend Miss Universe besloot Sushmita Sen de overstap te wagen naar de film. Zij debuteerde in de film Dastak uit 1996, waarin zij zichzelf speelde die ten prooi viel aan een stalker, maar de film boekte weinig succes. Vervolgens speelde zij in Zor (in een komische rol naast Sunny Deol) en de Kollywood-actiefilm Ratchagan. Haar doorbraak kwam met de film Biwi no. 1 uit 1999, een komedie van David Dhawan die de grootste hit was van dat jaar. Haar rol in deze film, waarin zij naast Salman Khan en Karisma Kapoor optrad, leverde haar meerdere prijzen op, inclusief de Filmfare-prijs voor de Beste Vrouwelijke Bijrol. Een nominatie voor dezelfde prijs ontving zij voor haar rol in een andere film, Sirf Tum, eveneens uit 1999. Ook voor haar bijrol in Filhaal... (2002) sleepte zij meerdere nominaties en prijzen in de wacht. Haar grootste succes was echter de kaskraker Main Hoon Na van Farah Khan, waarin zij optrad naast Shahrukh Khan.
Sushmita valt vooral op met het spelen van karakterrollen. Dit is onder meer het geval in: Samay: When Time Strikes (2003), een losjes op Se7en geïnspireerde film waarin zij de rol van rechercheur vertolkt; de horrorfilm Vaastu Shastra (2004); de dramafilm Chingaari (2005), waarin zij een prostituee speelt die het opneemt tegen de despotische en sadistische dorpspriester (Mithun Chakraborty); Main Aisa Hi Hoon (2005), waarin zij het als advocate opneemt voor een geestelijk gehandicapte man (Ajay Devgan) die de ouderlijke macht over zijn dochter wil behouden; en Zindaggi Rocks, een dramafilm over de relatie tussen een extravagante rockster en een introverte arts (Shiney Ahuja). Hoewel niet al deze films op de genade van de critici kunnen rekenen, zijn laatstgenoemden doorgaans vol lof over de prestaties van de actrice.
In 2006 ontving zij de Rajiv Gandhi-prijs voor haar prestaties op het witte doek van Bollywood.
Hoewel Sushmita Sen in India grote populariteit geniet en herhaaldelijk van een groot acteertalent blijk heeft gegeven, is het haar nooit gelukt tot de absolute top door te dringen. Een rol hierbij speelt ongetwijfeld het feit dat zij - in tegenstelling tot de meeste andere acteurs en actrices - geen deel uitmaakt van een filmclan en dus niet kan rekenen op de aanhoudende steun van invloedrijke familieleden. Ook haar bovengemiddelde lengte is een factor. In de film Paisa Vasool (2004) speelt zij een actrice die grote problemen heeft om aan de bak te komen doordat zij veel langer is dan de meeste mannelijke tegenspelers, een probleem waar ook Sushmita zelf (1.79 m lang) mee te kampen heeft.
Afgezien van haar filmcarrière blijft Sushmita Sen betrokken bij de Miss Universe-verkiezingen. Sinds 2010 beschikt zij via haar project I Am She - Miss Universe India over de rechten op het uitzenden van de Indiase deelneemster.

## Privéleven
Hoewel Sushmita Sen in het verleden door de pers aan diverse mannen is gelinkt, is zij nooit getrouwd. Wel heeft zij twee geadopteerde dochters: Renee (geadopteerd in 2000) en Alisah (geadopteerd in 2010).

## Filmografie
| Jaar | Film                               | Rol                | Opmerkingen |
| ---- | ---------------------------------- | ------------------ | --- |
| 1996 | Dastak                             | Sushmita Sen       | |
| 1997 | Ratchagan                          | Soniya             | Tamil-film, ook in het Telugu uitgebracht onder de naam Rakshakudu |
| 1998 | Zor: Never Underestimate the Force | Aarti              | |
| 1999 | Sirf Tum                           | Neha               | Filmfare - Prijs voor Beste Vrouwelijke Bijrol 2000 (nominatie) |
| 1999 | Hindustan Ki Kasam                 | Priya              | |
| 1999 | Mudhalvan                          |                    | Tamil-film Gastoptreden lied "Shakalaka Baby" |
| 1999 | Biwi No.1                          | Rupali             | Filmfare - Prijs voor Beste Vrouwelijke Bijrol 2000 Screen Weekly - Prijs voor Beste Vrouwelijke Bijrol 2001 IIFA - Prijs voor Beste Vrouwelijke Bijrol 2000 Zee Cine - Prijs voor Beste Vrouwelijke Bijrol 2000 |
| 2000 | Aaghaaz                            | Sudha              | |
| 2000 | Fiza                               |                    | Gastoptreden lied "Mehboob Mere" |
| 2001 | Kyo Kii... Main Jhuth Nahin Bolta  | Sonam              | |
| 2001 | Nayak: The Real Hero               |                    | Gastoptreden lied "Shakalaka Baby" |
| 2001 | Bas Itna Sa Khwaab Hai             | Lara Oberoi        | |
| 2002 | Aankhen                            | Neha Srivastav     | |
| 2002 | Tumko Na Bhool Paayenge            | Mehak              | |
| 2002 | Filhaal...                         | Sia Sheth          | Filmfare - Prijs voor Beste Vrouwelijke Bijrol 2003 (nominatie) Screen Weekly - Prijs voor Beste Vrouwelijke Bijrol 2003 (nominatie) Zee Cine - Prijs voor Beste Vrouwelijke Bijrol 2003                         |
| 2003 | Samay: When Time Strikes           | Malvika Chauhan    | Screen Weekly - Prijs voor Beste Vrouwelijke Bijrol 2004 (nominatie) |
| 2003 | Pran Jaye Par Shaan Na Jaye        | haarzelf           | Gastoptreden |
| 2004 | Vaastu Shastra                     | Jhilmil Rao        | |
| 2004 | Main Hoon Na                       | Chandni Chopra     | Zee Cine - Prijs voor Beste Vrouwelijke Bijrol 2005 (nominatie) |
| 2004 | Paisa Vasool                       | Baby               | |
| 2005 | Maine Pyaar Kyun Kiya?             | Naina              | |
| 2005 | Main Aisa Hi Hoon                  | Neeti Khanna       | |
| 2005 | Bewafaa                            | Aarti Varma Sahani | Gastoptreden |
| 2005 | Kisna: The Warrior Poet            | Naima Begum        | Gastoptreden lied "Chilman Uthegi Nahin" |
| 2006 | Chingaari                          | Basanti            | |
| 2006 | Zindaggi Rocks                     | Kriya Sengupta     | |
| 2006 | Alag                               |                    | Gastoptreden lied "Sabse Judaa Sabse" |
| 2007 | Ram Gopal Varma Ki Aag             | Durga Devi         | |
| 2009 | Karma, Confessions and Holi        | Meera              | Amerikaans-Indiase coproductie |
| 2009 | Do Knot Disturb                    | Kiran              | |
| 2010 | Dulha Mil Gaya                     | Shimmer            | |
| 2010 | No Problem                         | Kajal              | |
| 2011 | F.A.L.T.U                          |                    | Gastoptreden |
| 2015 | Nirbaak                            |                    | Bengaalse film |
| 2020 | Aarya                              | Aarya Sareen       | webseries |
| 2021 | Aarya 2                            | Aarya Sareen       | webseries |